# Estación de Almazán-Villa
Almazán-Villa es una estación ferroviaria situada en el municipio español de Almazán en la provincia de Soria, comunidad autónoma de Castilla y León. Cuenta con servicios de media distancia operados por Renfe Operadora.

## Situación ferroviaria
La estación se encuentra situada en el punto kilométrico 50,2 de la línea férrea de ancho ibérico que une Torralba con Soria, a 938 metros de altitud, entre las estaciones de Coscurita y de Tardelcuende. Antiguamente las instalaciones formaban parte del trazado de la línea Torralba-Castejón.

## Historia
El ferrocarril llegó a Almazán el 1 de junio de 1892 con la apertura de la línea Torralba-Soria. Las obras corrieron a cargo de la compañía del Gran Central Español que había obtenido su concesión de Eduardo Otlet titular inicial de la misma tras ganar la correspondiente subasta. Poco duró, sin embargo la gestión del Gran Central Español ya que la compañía quebró un año después y la concesión regresó a su primer poseedor. En 1920, la línea fue traspasada a la Sociedad de los Ferrocarriles Soria-Navarra, que explotaría el trazado hasta la nacionalización de todos los ferrocarriles de ancho ibérico en 1941 y la creación de RENFE. Desde enero de 2005, con la extinción de la antigua RENFE, el ente Adif pasó a ser el titular de las instalaciones.

## Servicios ferroviarios

### Media Distancia
Renfe presta servicio de Media Distancia gracias a sus trenes TRD cubriendo el trayecto Madrid-Soria.
| Línea MD | Trenes | Origen/Destino   |  | Destino/Origen |
| -------- | ------ | ---------------- |  | -------------- |
| 54       | TRD    | Madrid-Chamartín |  | Soria          |